# Ой лопнув обруч
«Ой лопнув обруч» — українська народна пісня.

## Текст
Ой лопнув обруч коло барила,
Дівчина козака та й обдурила.

Приспів:
Ой думалося,
Передумалося,
Одур голову бере,
Що далеко він живе.

Ой чия ж то хата незаметеная,
Ой чия ж то дівчина незаплетеная?

Приспів.

Ой чия ж то хата незарубленая,
Ой чия ж то дівчина незарученая?

Приспів.

Ой лопнув обруч коло діжечки,
Дівчата мої, сироїжечки.

Приспів.

Ой лопнув обруч біля мазниці,
Дівчина козака вдарила по пиці.

Приспів.